# Anke Kaysser-Pyzalla

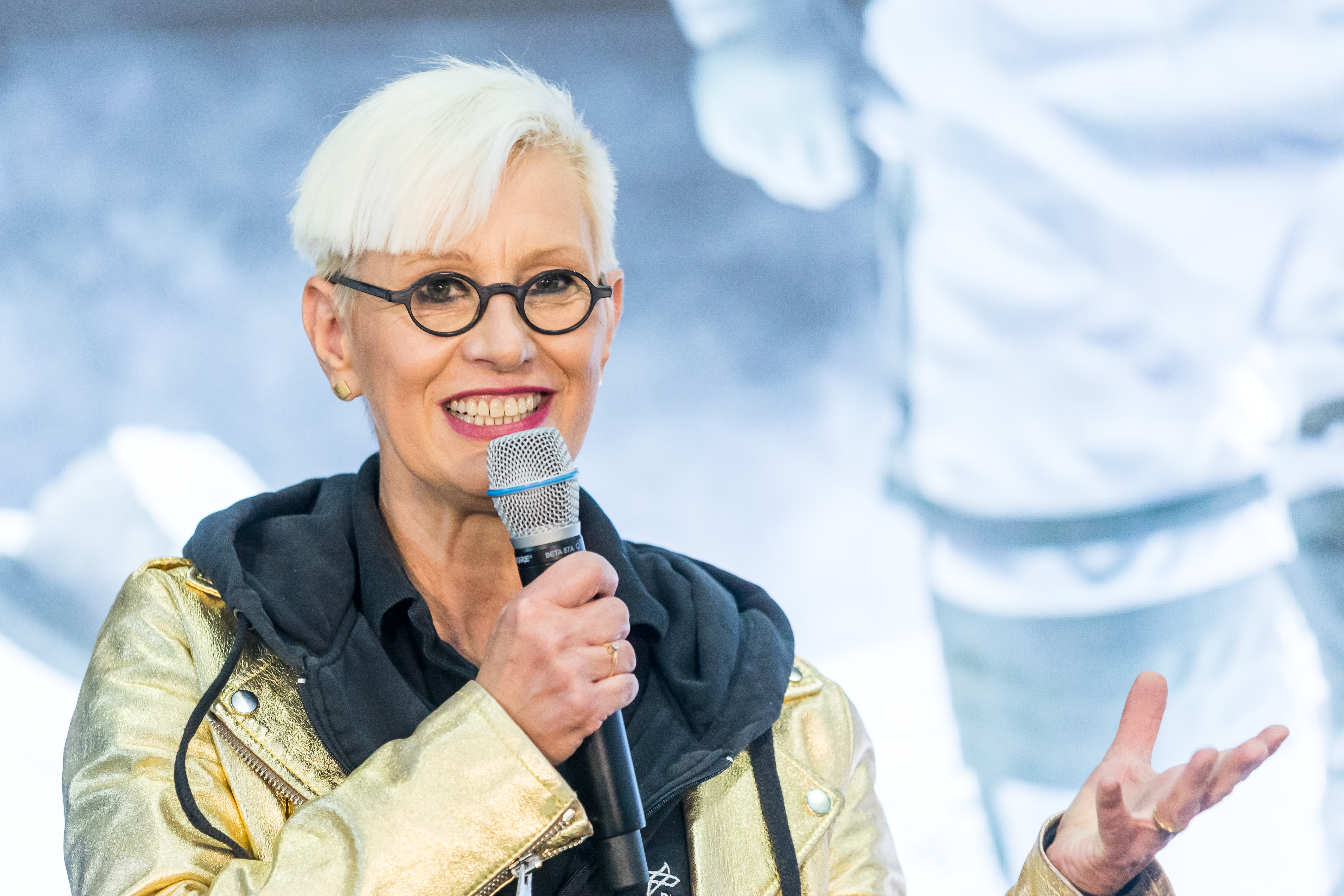
Anke Rita Kaysser-Pyzalla (2024)

Anke Rita Kaysser-Pyzalla (* 26. September 1966 in Schwerte) ist eine deutsche Materialwissenschaftlerin und Maschinenbauerin. Kaysser-Pyzalla war Wissenschaftliche Geschäftsführerin des Helmholtz-Zentrums Berlin für Materialien und Energie und Professorin an der Ruhr-Universität Bochum.
Von 2017 bis 2020 war sie Präsidentin der TU Braunschweig, seit Oktober 2020 ist sie Vorstandsvorsitzende des Deutschen Zentrums für Luft- und Raumfahrt (DLR).
2021 wurde Kaysser-Pyzalla mit dem Nicolaus August Otto Award ausgezeichnet. Der Innovationspreis ist nach dem Erfinder des Viertaktmotors benannt.

## Laufbahn
Pyzalla promovierte im Jahr 1995 im Fach Werkstofftechnik an der Fakultät für Maschinenbau der Ruhr-Universität Bochum. Zwischen 1995 und 2001 war sie wissenschaftliche Mitarbeiterin am damaligen Hahn-Meitner-Institut in Berlin.
2001 habilitierte sie sich wiederum an der Ruhr-Universität Bochum. Zwischen 2001 und 2003 war sie wissenschaftliche Mitarbeiterin am Institut für Werkstoffwissenschaften und -technologien der TU Berlin. 2003 wurde sie zur Universitätsprofessorin an die Technische Universität Wien berufen, wo sie am Institut für Werkstoffwissenschaft und Werkstofftechnologie forschte und lehrte. Zwischen 2005 und 2008 war sie „Wissenschaftliches Mitglied“ und Direktorin einer Abteilung am Max-Planck-Institut für Eisenforschung in Düsseldorf. 2006 wurde sie zur außerplanmäßigen Professorin am Institut für Werkstoffe der Ruhr-Universität Bochum ernannt. Im Oktober 2008 wechselte sie als Wissenschaftliche Geschäftsführerin an das Helmholtz-Zentrum Berlin für Materialien und Energie und war damit die zweite Frau (nach Karin Lochte) an der Spitze einer deutschen Großforschungseinrichtung. 2011 wurde sie an der Ruhr-Universität Bochum zur Universitätsprofessorin ernannt.
Am 14. Dezember 2016 wurde Pyzalla einstimmig von Senat und Hochschulrat der TU Braunschweig als neue Präsidentin vorgeschlagen. Am 30. März wurde sie mit Wirkung zum 1. Mai 2017 zur Präsidentin der TU Braunschweig ernannt.
Bei der Sitzung des DLR-Senats am 18. März 2020 wurde sie einstimmig zur neuen Vorstandsvorsitzenden des Deutschen Zentrums für Luft- und Raumfahrt (DLR)  gewählt. Am 1. Oktober 2020 übernahm sie das Amt von Pascale Ehrenfreund.

## Mitgliedschaften
- 2008–2010: Mitglied des Panels „Products and Process Engineering“ des ERC für die ERC Advanced Grants
- 2008–2010: Mitglied des Senats der Deutschen Forschungsgemeinschaft (DFG)
- 2010–2018: Stellvertretende Vorsitzende im Kuratorium der Hochschule für Technik und Wirtschaft Berlin
- 2010–2018: Mitglied im Kuratorium des Zentrums für Wissenschaftsmanagement (ZWM), Speyer
- 2011–2018: Vorsitzende des Aufsichtsrats der Stiftung pearls – Potsdam Research Network
- seit 2012: Mitglied der Jury des Deutschen Zukunftspreises, Preis des Bundespräsidenten für Technik und Innovation
- seit 2012: Mitglied des Kuratoriums der Physikalisch-Technischen Bundesanstalt
- seit 2018: Mitglied des Aufsichtsrats der EWN Entsorgungswerk für Nuklearanlagen GmbH
- seit 2018: Mitglied des Steuerkreises „Innovationsdialog“ des Bundeskanzleramts[5]
- seit 2019: Mitglied des Kuratoriums des Max-Planck-Instituts für Sonnensystemforschung
- seit 2019: Mitglied des Kuratoriums des Deutschen Studienpreises der Körber-Stiftung[6]
- seit 2020: Vizepräsidentin für den Forschungsbereich Luftfahrt, Raumfahrt und Verkehr der Helmholtz-Gemeinschaft Deutscher Forschungszentren e. V.[7]
- seit 2021: Mitglied des Kuratoriums des Zentrums für Digitalisierungs- und Technologieforschung der Bundeswehr, dtec.bw[8]
- seit 2021: Mitglied des Beirats, aireg – Aviation Initiative for Renewable Energy in Germany e. V.[9]

## Mitgliedschaften in Akademien  und wissenschaftlichen Gesellschaften
- 2008: Mitglied der acatech, Akademie für Technikwissenschaften
- 2008: Korrespondierendes Mitglied im Ausland der Österreichischen Akademie der Wissenschaften
- 2011: Mitglied der Academia Europaea

## Akademische Ämter
- 2005: Mitglied der Fachkommission der DFG und des Bewilligungsausschusses zur Exzellenzinitiative
- 2007: Mitglied der Wissenschaftlichen Kommission Niedersachsen
- 2008: Mitglied des Senats der Deutschen Forschungsgemeinschaft
- 2008: Mitglied des Universitätsrats der Technischen Universität Wien
- 2025: Präsidentin der Gesellschaft deutscher Naturforscher und Ärzte (mit zweijähriger Amtszeit)[10]